# Typy motocyklů

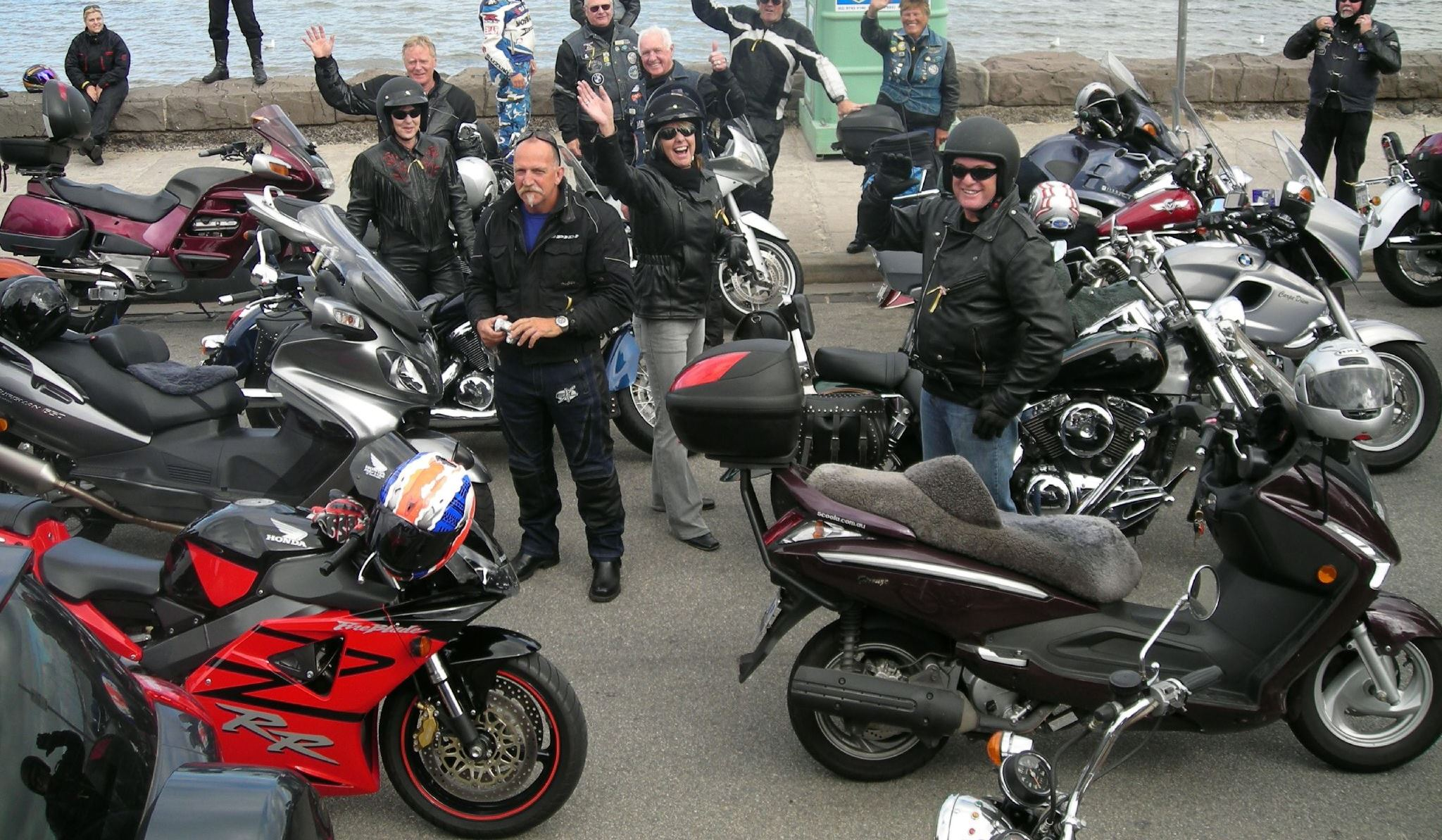
Skupina různých kategorií motocyklů.

Rozdělení motocyklů na typy motocyklů, nebo kategorie se stále vyvíjí. U konkrétních výrobků se může zařazení lišit podle různých zdrojů,  výrobců i jejich přístupů k dělení. Ani charakteristika motocyklu jako jednostopého vozidla není zcela jednoznačná, protože některé motocykly tomuto kritériu nemusí vyhovovat.
Kategorie motocyklů mohou být důležité z pohledu požadovaného řidičského oprávnění. 

## Dělení motocyklů podle motorů
Dělení podle charakteristik motorů, tedy podle zdvihového objemu a/nebo případně výkonu motoru je v různých zemích důležité pro kategorizaci z hlediska potřebných řidičských oprávnění pro řízení motocyklu.
Další dělení
- Dle typu motoru: spalovací, elektrické.
- Motocykly se spalovacími motory: podle počtu válců.
- Druh spalovacího motoru: dvoutaktní, čtyřtaktní.
- Konstrukce víceválcového motoru: řadové motory, motory s válci do V, boxery.

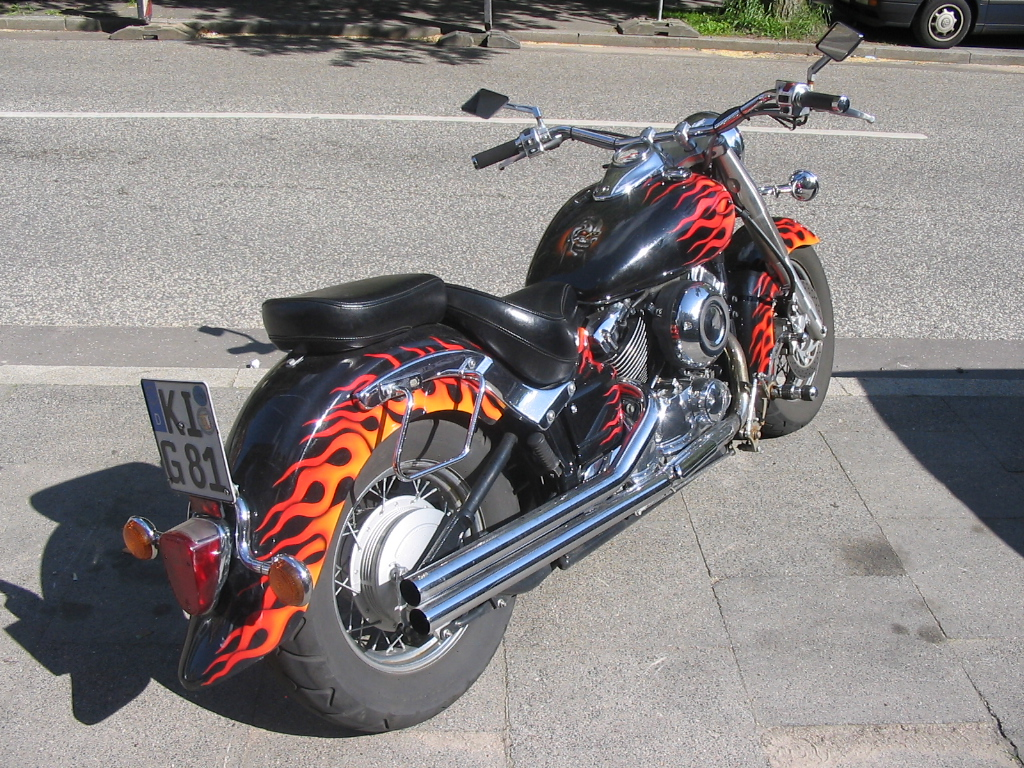
Cruiser: Yamaha XVS 650 Classic

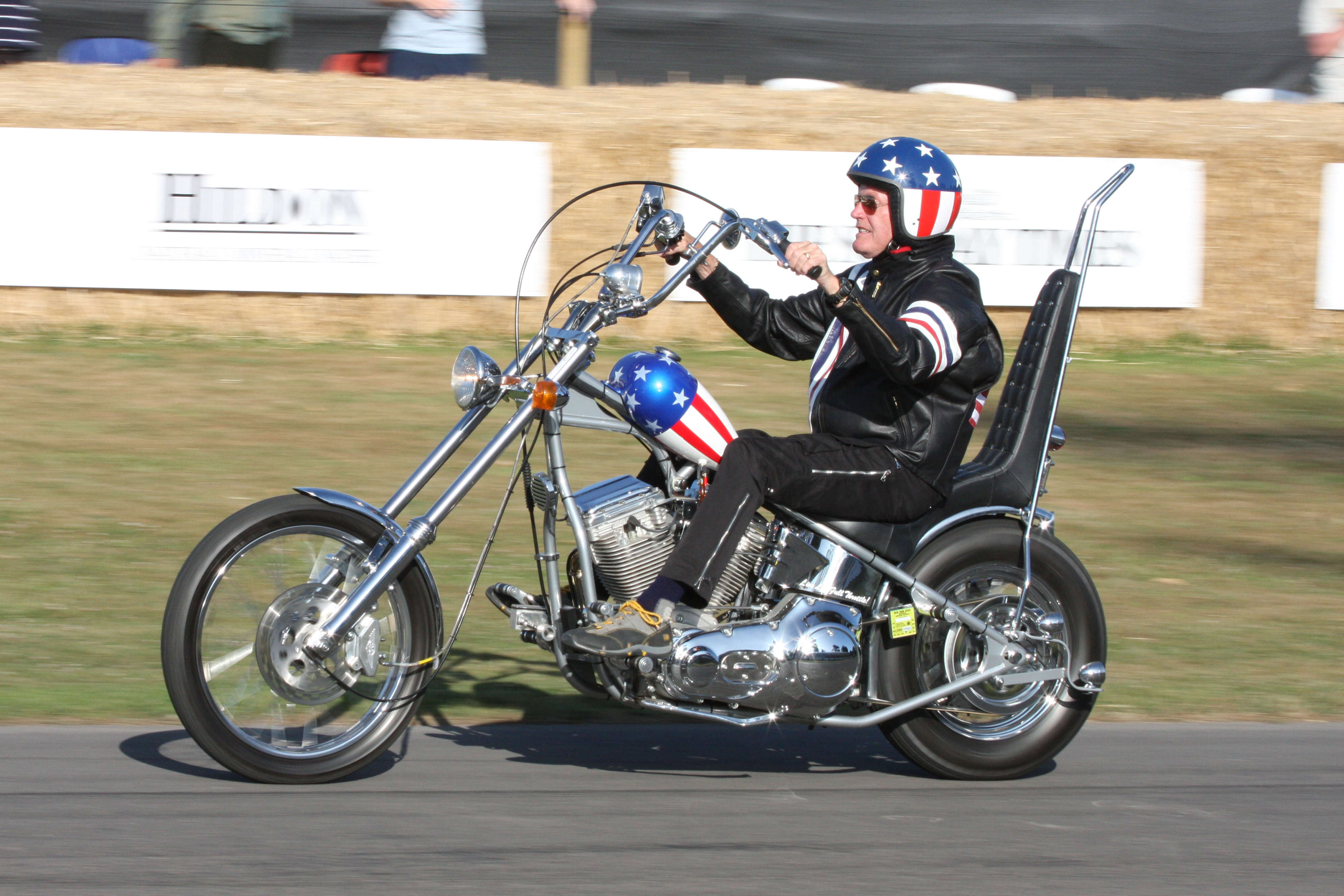
Chooper

## Dělení podle konstrukce a použití
První skupina kategorií v následujícím dělení se soustřeďuje na motocykly pro běžné použití v silničním provozu. Některé kategorie vychází z určitých typů sportovních motocyklů.

### Cruisery a Choppery
Cruisery jsou stylové motocykly, napodobující klasické americké motocykly z 30. – 50. let 20. století. Vyznačují se nízkým a vzpřímeným posezem, delším rozvorem, dvouválcovým vidlicovým motorem o velkém objemu, chlazeným vzduchem, spoustou chromovaných doplňků a stejnými rozměry předního a zadního kola.
Choopery jsou motocykly odvozené z cruiserů. Posunují stylovost a vyladění pro vzhled ještě dále. Jsou charakteristické extravagancí, velmi vysokými řídítky, různou velikostí kol, nebo extrémním náklonem přední vidlice.
Na obou těchto typech strojů bývají stupačky posunuté před úroveň sedadla jezdce (u chopperů někdy tolik, že jezdec má natažené nohy). Nejde o typy motocyklů, které by byly příliš rychlé nebo obratné.

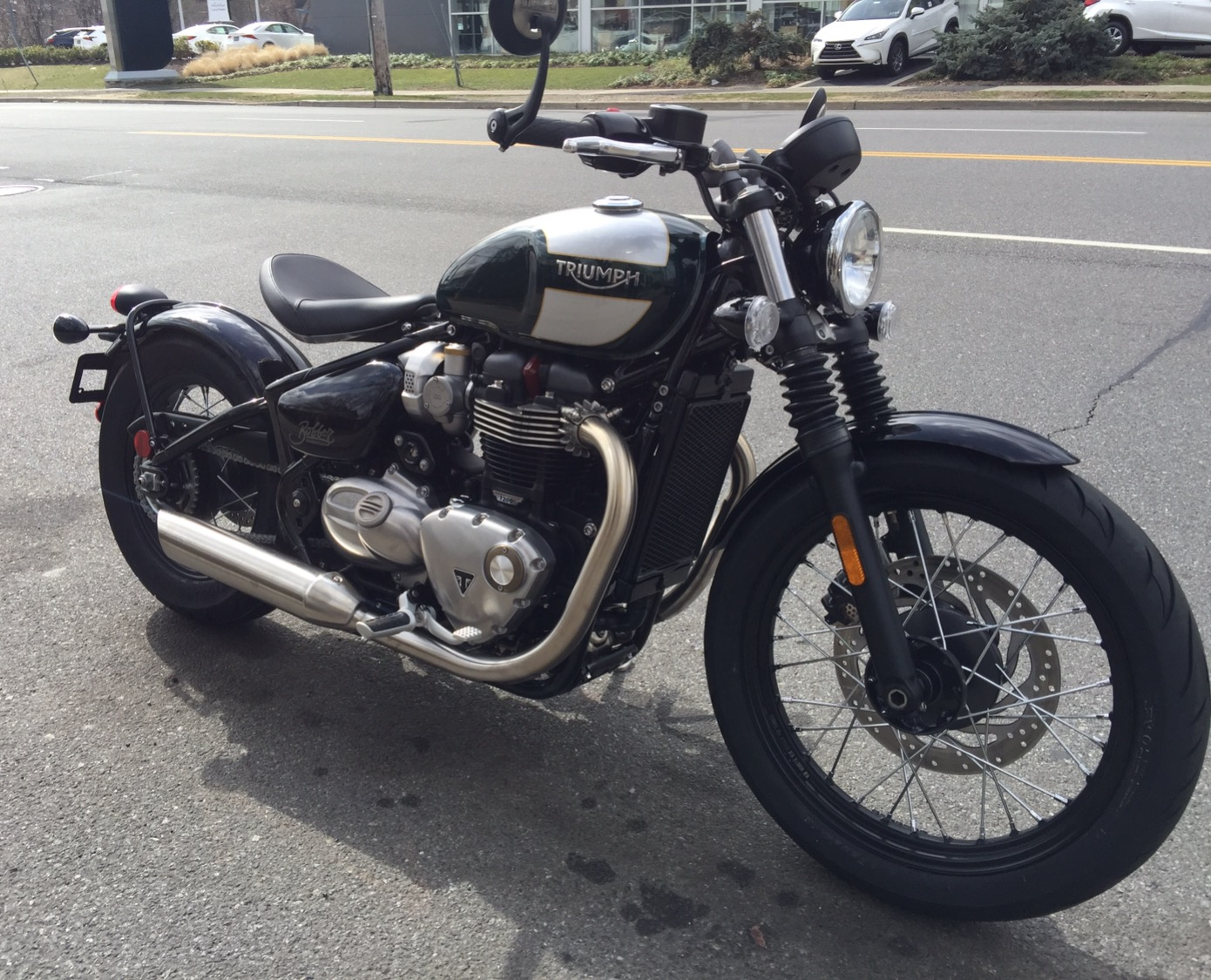
Triumph Bonneville Bobber

### Bobbery
Bobber nebo také 'bob-jobe", je typ zakázkového motocyklu, odvozený z cruiseru. Vyznačuje se kratší přední vidlicí, kratším rozvorem a minimalistickým designem s důrazem na jednoduchost a agresivitu. Pro bobbery jsou dále charakteristická rovná řídítka, nízkoprofilové pneumatiky a jednosedadlo.

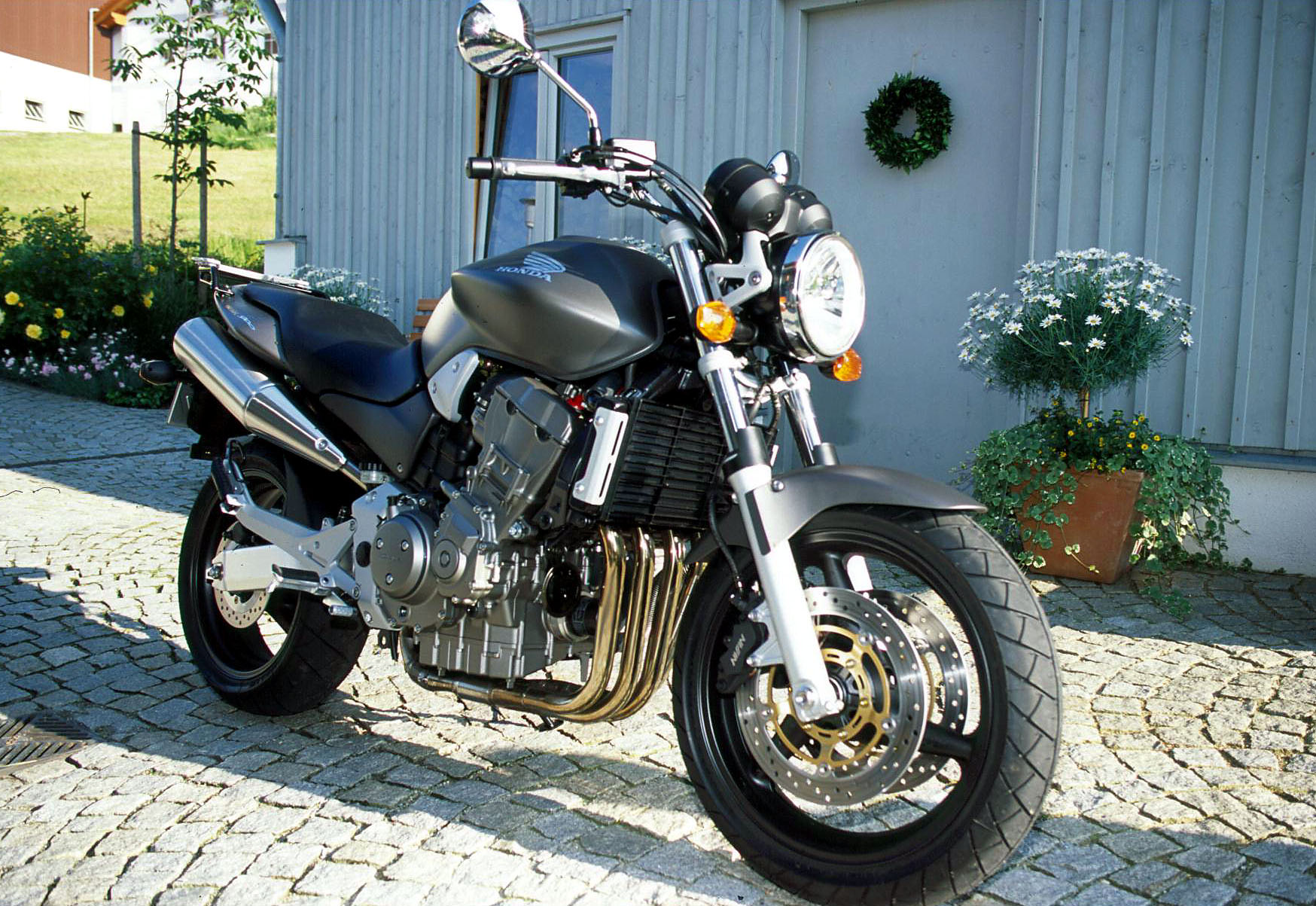
Naháč: Honda CB-900F Hornet

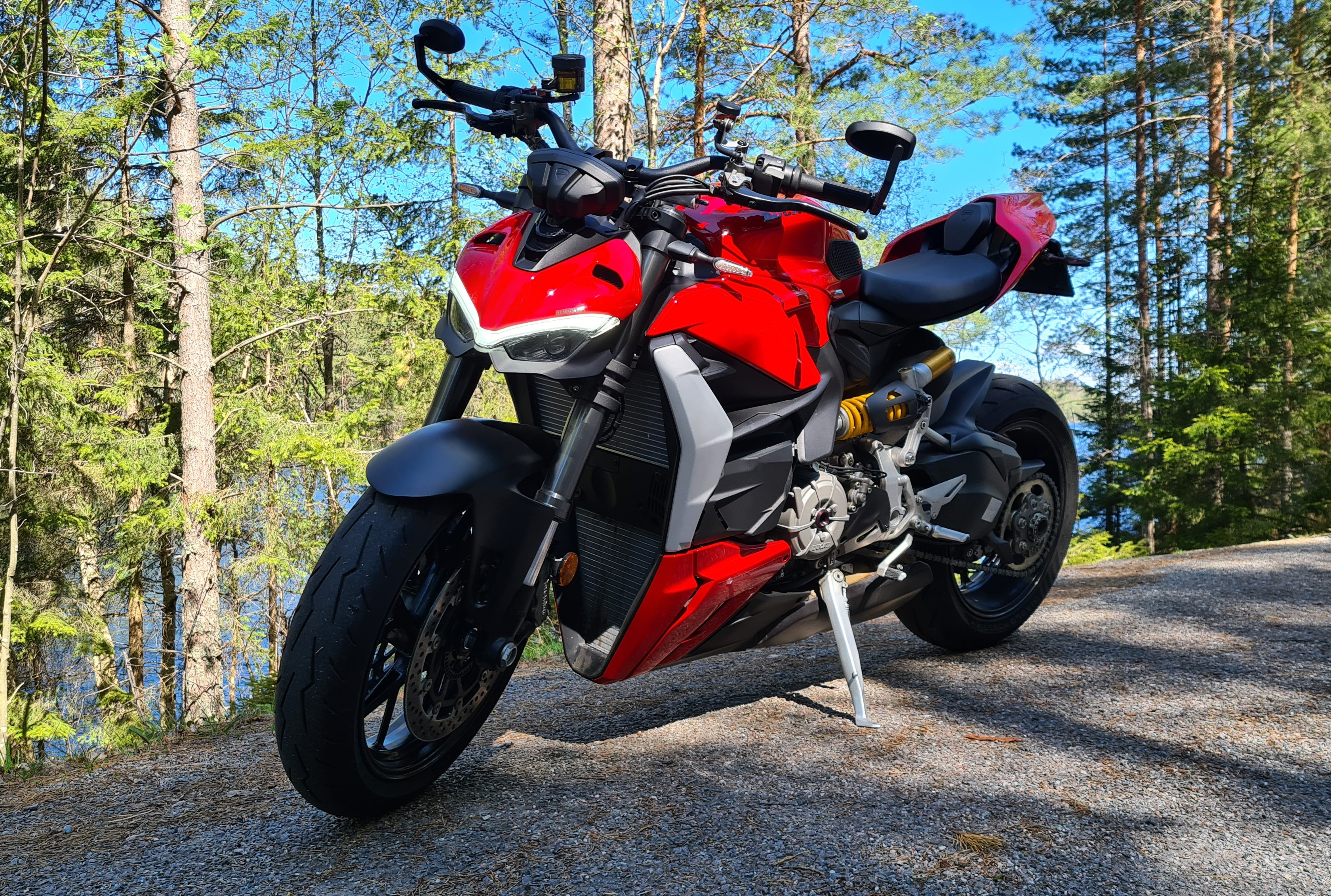
Ducati Streetfighter V2

### Naháči
Naháči (z angl. naked-bike, též nazývané roadstery) jsou motocykly klasického vzhledu obvykle bez kapotáže. Jedná se o velmi dobře ovladatelné stroje vhodné jak do města, tak na silniční cestování. Důraz je kladen na univerzalitu. Ergonomie, umístění stupaček a tvar řídítek umožňují vzpřímenější posez než na supersportu, díky čemuž je možno pohodlně jezdit delší trasy. Umožňuje však i zalehnutí a velmi rychlou jízdu. Stabilita při vyšších rychlostech není taková jako u supersportu, lze ji však upravit například tlumičem řízení. Naháč však opravdu vyniká svou vysokou ovladatelností na silnici a v provozu. Je proto dopručován jako vhodný stroj pro začátečníky.
Naháč agresivního vzhledu, s motorem o zdvihovém objemu okolo 1000 cm3 (často převzatým ze starší verze supersportu téhož výrobce), s geometrií na pomezí naháče a supersportu, s výkonnými brzdami a s tvrdším, sportovně laděným podvozkem (u moderních strojů nastavitelným), se nazývá hyper-naked anebo streetfighter.

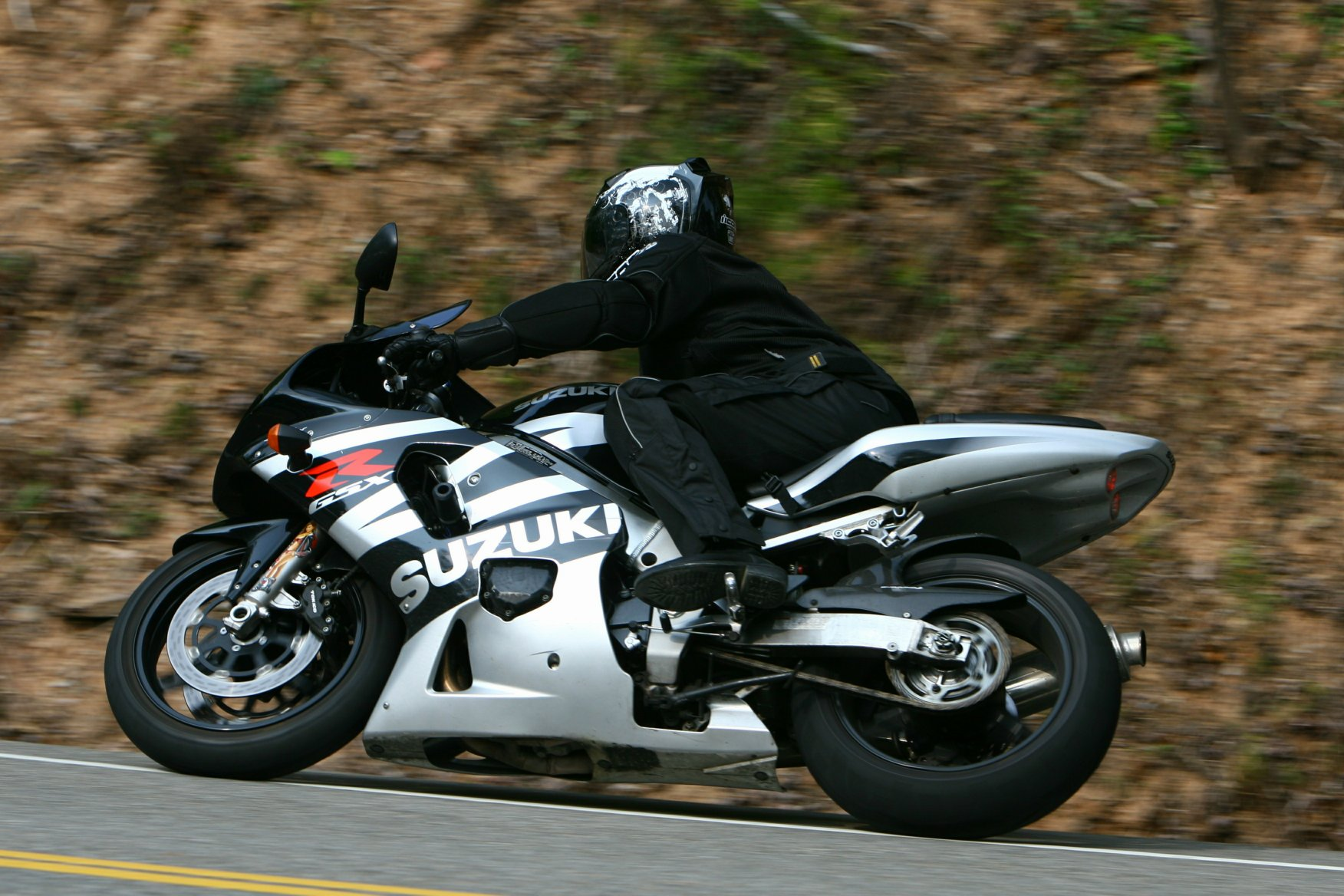
Supersport: Suzuki GSX-R

### Supersporty
Stroje vycházející ze silničních sportovních motorek. Jsou upraveny pro pohodlnější použití, ale důraz se klade především na velký výkon. Obvykle bývají kapotované a jejich geometrie je uzpůsobena pro jízdu ve vysokých rychlostech (nízká řídítka, stupačky posunuté dozadu za úroveň předního okraje sedla, velmi skloněný posez).

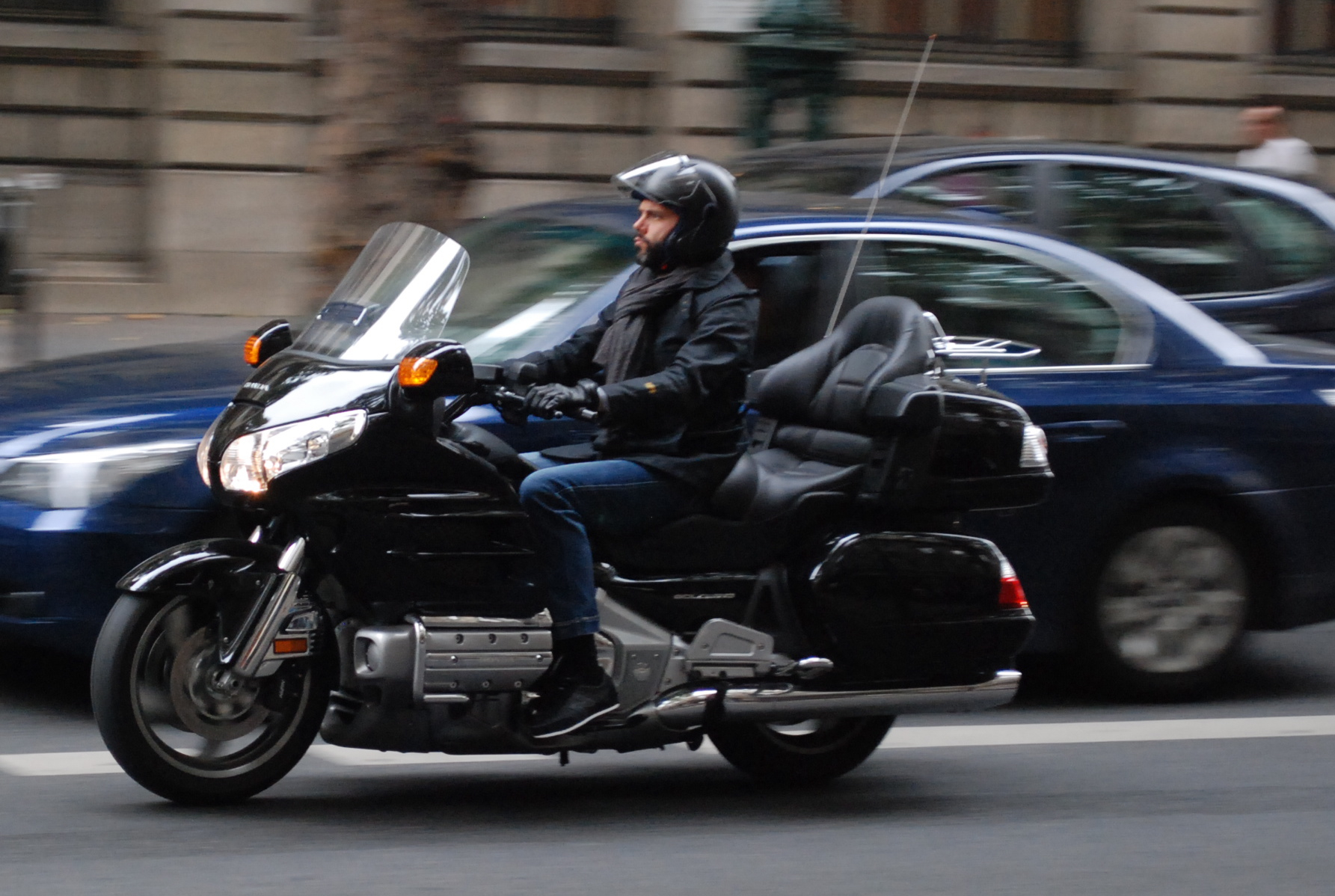
Cestovní motocykl: Honda Gold Wing GL1800

### Cestovní motocykly
Také se nazývají cesťáky a supercesťáky. Jsou to motocykly stavěné pro dlouhé tratě a spíše kvalitní silnice. Obvykle jde o velké, výkonné stroje vybavené kapotáží a luxusní výbavou. Důraz je kladen na pohodlí, možnost jízdy ve dvou a převážení zavazadel.

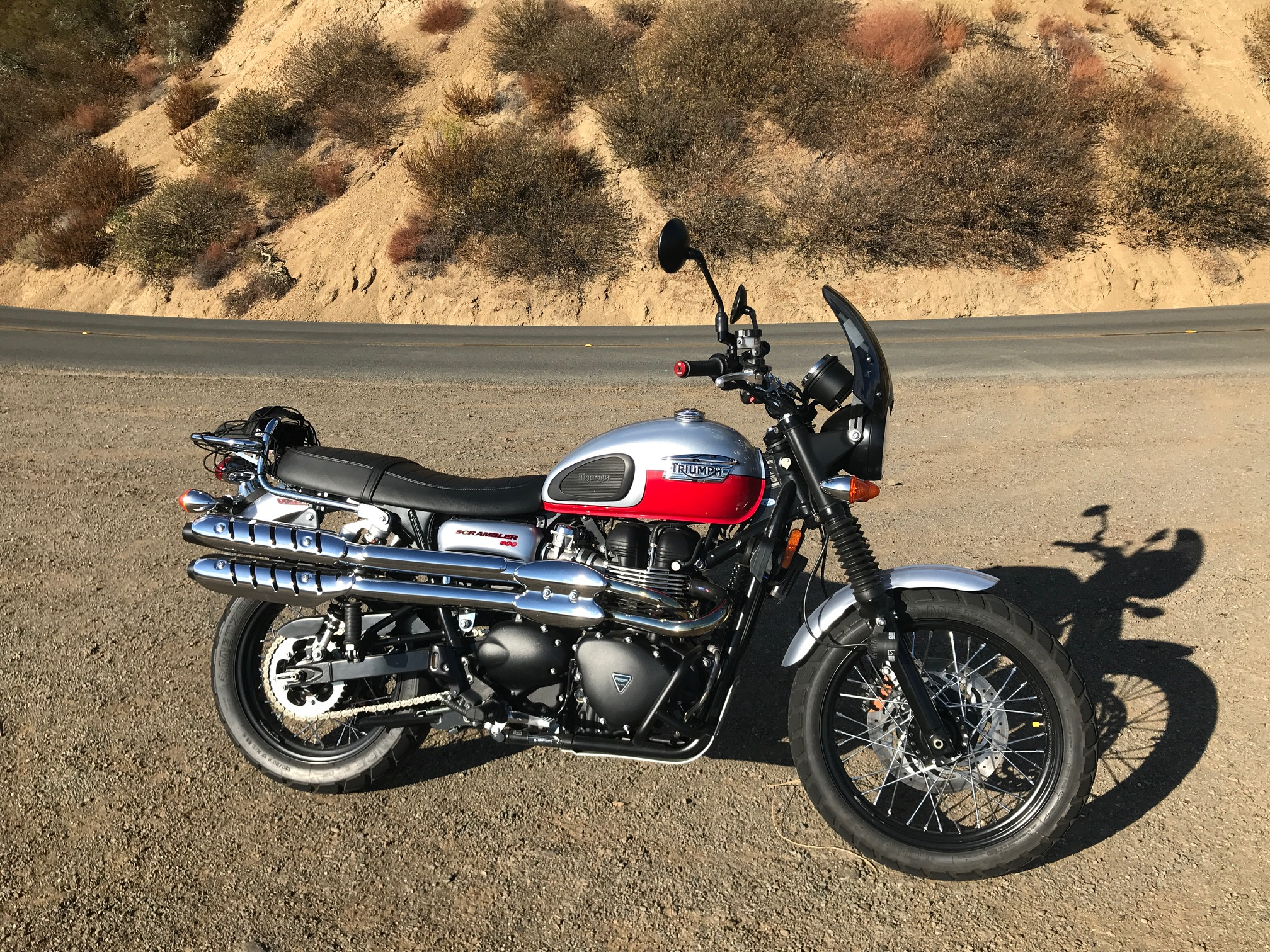
Triumph Street Scrambler

### Scramblery
Scramblery jsou stroje vycházející ze silničních motocyklů klasického/retro vzhledu, s potenciálem jízdy i v lehčím terénu. Posez je o něco vyšší a vzpřímenější než u naháčů, ale skloněnější než u cruiserů. stejně tak i zdvih odpružení. Pro scramblery jsou dále typická širší a vyšší řídítka a špalkové pneumatiky.

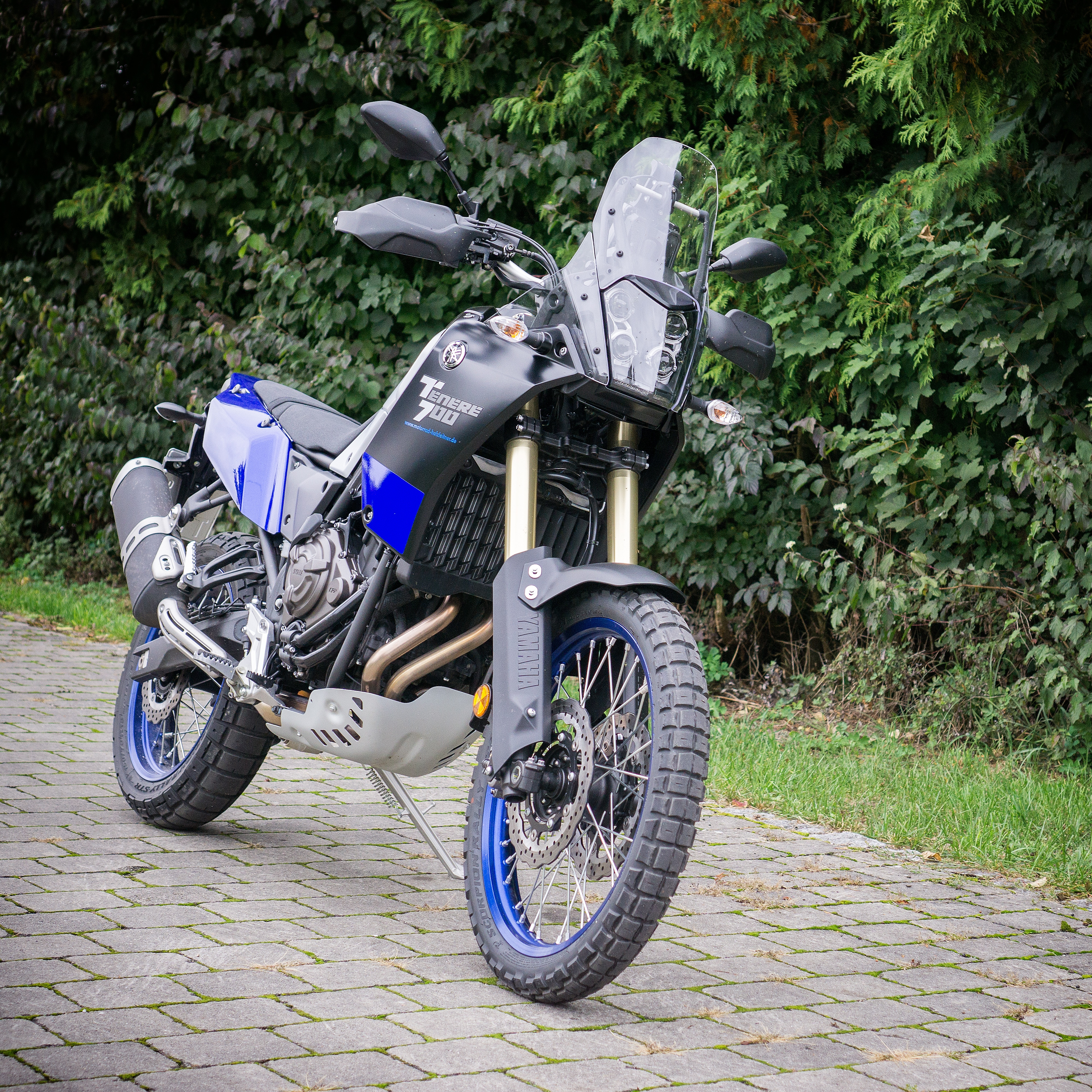
Cestovní enduro: Yamaha Ténéré 700 pro dobrodružné cestování

### Endura
Tvoří mezistupeň mezi terénními a cestovními motocykly (proto se též nazývají cestovní endura, lidově „cendura“). Zůstávají jim původní vlastnosti motocyklů určených do terénu, jako vysoký a velmi vzpřímený posez, měkký podvozek s vysokými zdvihy odpružení, širší řídítka, špalkové pneumatiky a celkově odlehčená konstrukce, ale jsou také schopné plnohodnotného provozu na silnicích. To vše se zajištěním dostatečného komfortu jezdců a rovněž možnosti převozu zavazadel.

### Sportovní stroje
Jde o více specializované motocykly pro různé sportovní disciplíny:
- Silniční motocykly
- Enduro (např. motocyklová šestidenní, etapové vytrvalostní závody typu Rallye Dakar)
- Motokros
- Freestyle Motocross
- Supermoto
- Plochá dráha (pro různé povrchy: škvára, led, tráva
- Dragstery

## Speciální kategorie motocyklů
Určité kategorie mohou a nemusí být z některých hledisek řazeny mezi motocykly. To ovlivňuje požadavek na řidičská oprávnění a například i možnost jejich použití na stezkách pro cyklisty. 

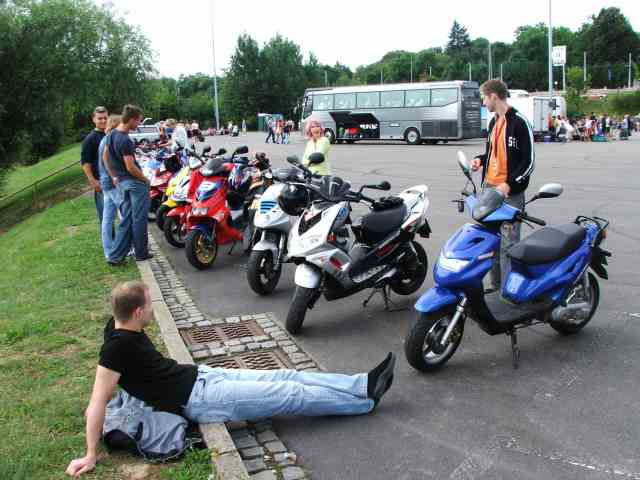
Skútry

### Skútr
Skútr je charakterizován malými koly a kapotáží s podlážkou. Před sedadlem je volný prostor pro snadnější nastupování a řidič díky tomu může sedět na skútru podobně  jako na židli. Skútr je zpravidla vybaven variátorem, takže odpadá manuální řazení rychlostí. Řízení je proto velmi jednoduché. Typické určení je pro přepravu v rámci městské aglomerace, nebo na krátké vzdálenosti. Skútry většinou mívají maloobjemové motory, které spolu s nízkou hmotností a snadným ovládáním umožňují řízení i mladším uživatelům. Skútry se zdvihovým objemem motoru do 125 cm3 a s výkonem do 11 kW lze řídit i s řidičským průkazem skupiny B. Kategorie skútr zahrnuje ale i širší okruh - existují skútry určené pro delší cestování, vybavené výkonnými motory.

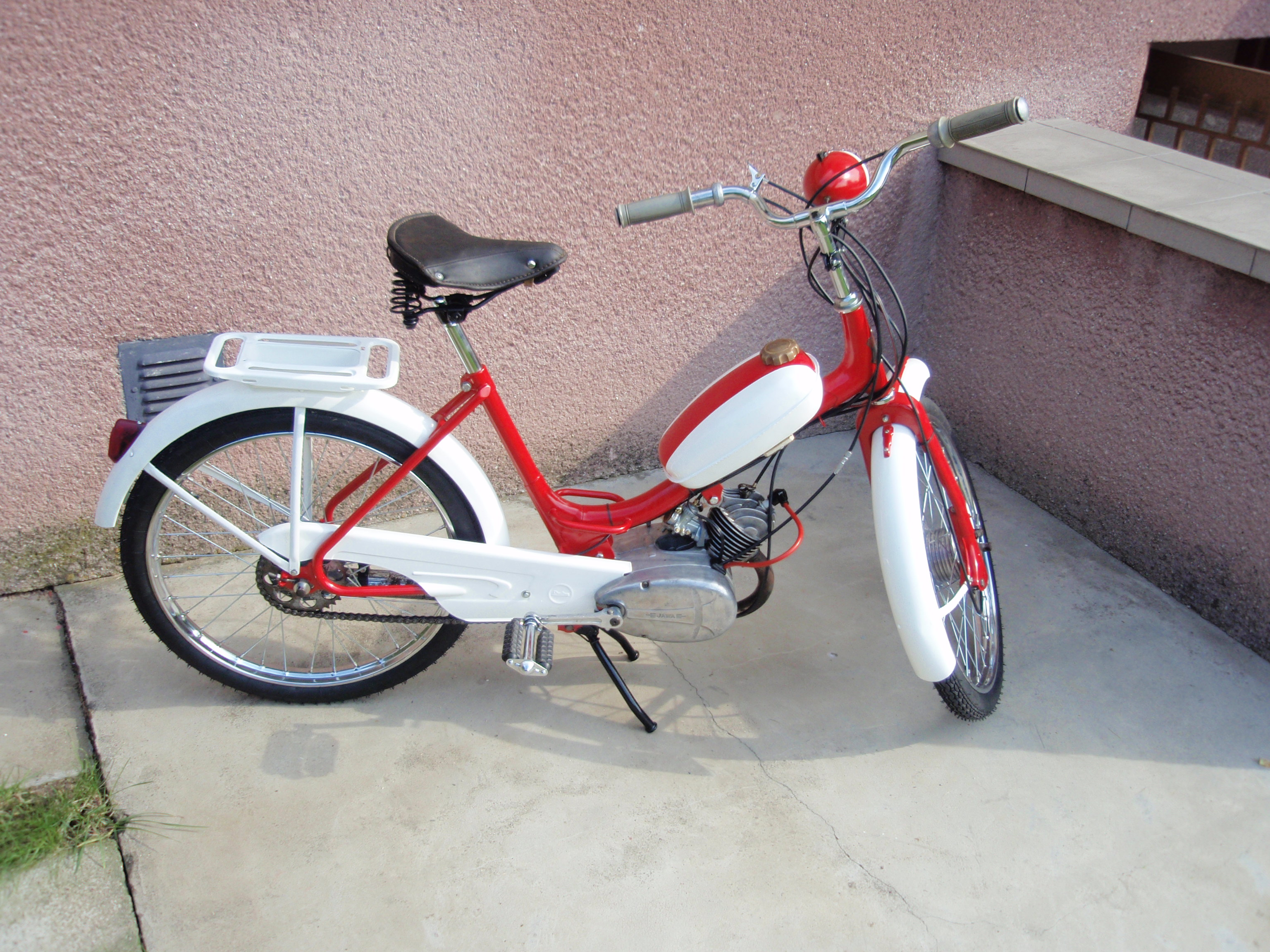
Moped Stadion S11

### Mopedy
Pojem je odvozen ze zkratky „motocykl s pedály“. Moped je de fakto kombinace motocyklu a bicyklu. Je charakterizován motorem o malém objemu a pedály místo stupaček.
Typickými zástupci kategorie mopedů je Babetta nebo Stadion.

## Stroje založené na motocyklech
- Motocyklové tříkolky
- Motocykly se sajdkárou
- Velorex
- Kapotovaný motocykl – dálník
- Sněžné skútry[2]

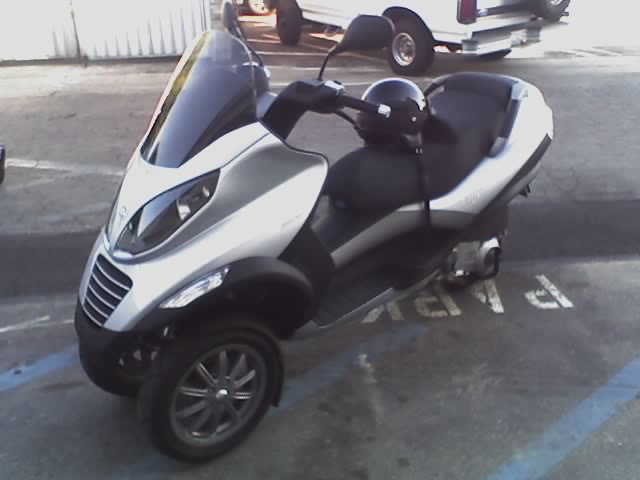
Tříkolový skútr Piaggio MP3
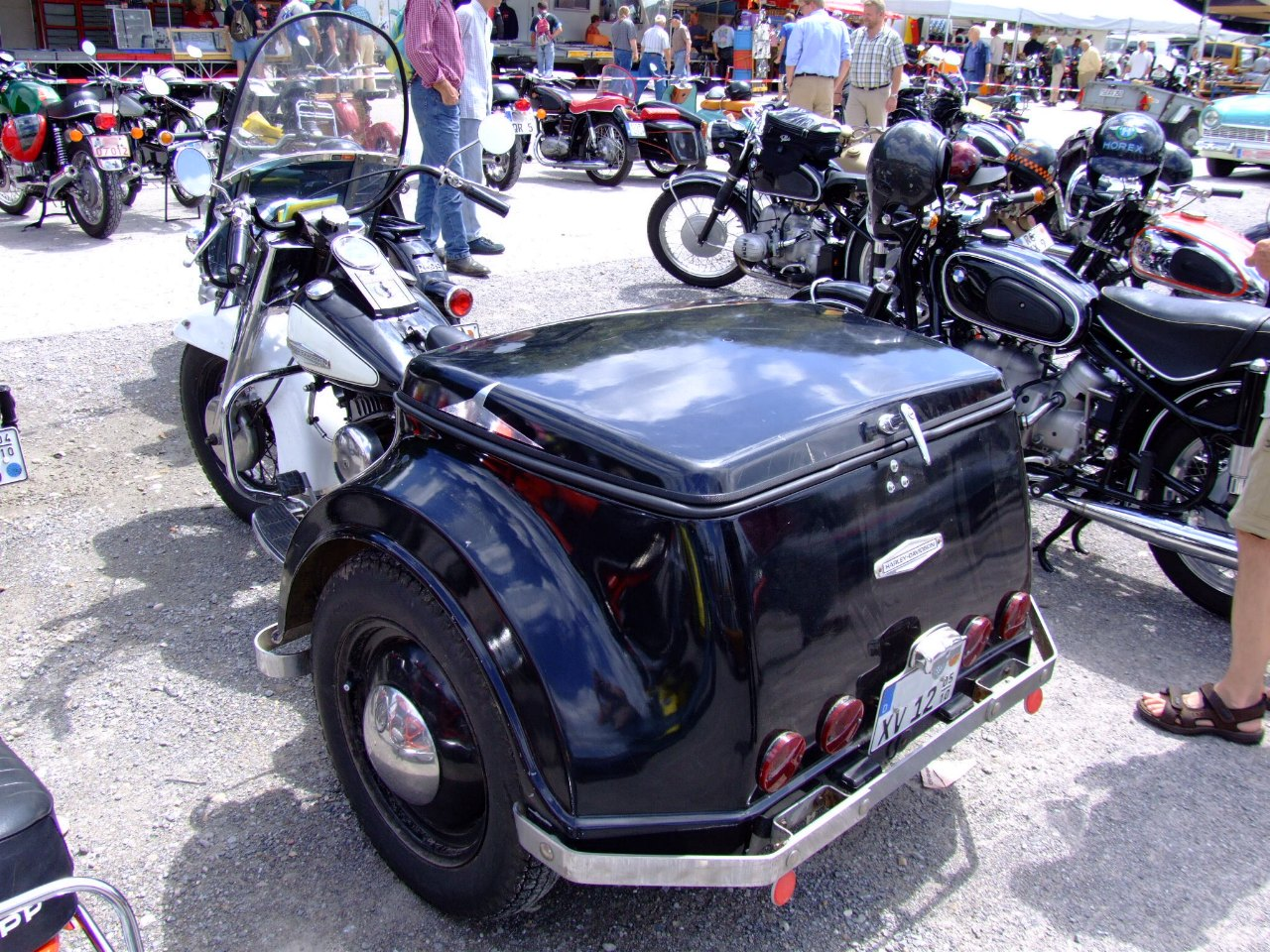
Harley-Davidson
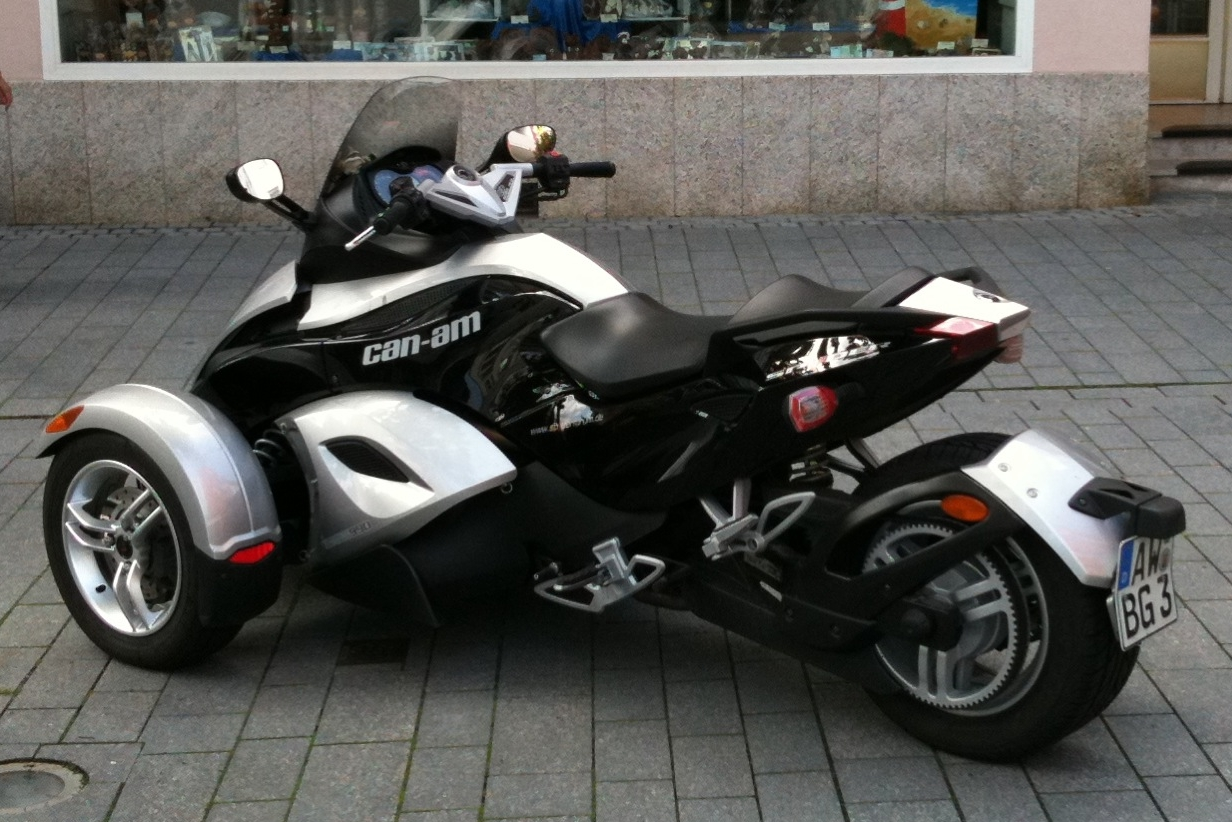
Can-Am Spyder
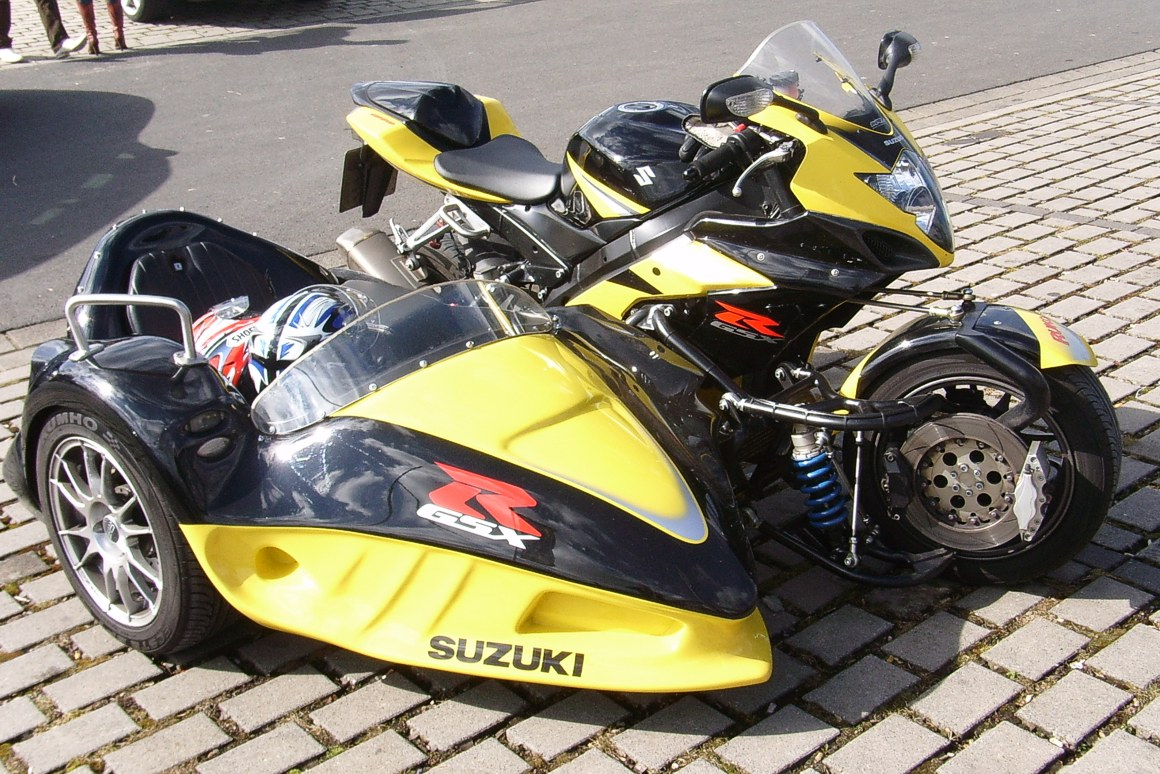
Suzuki GSXR-1000
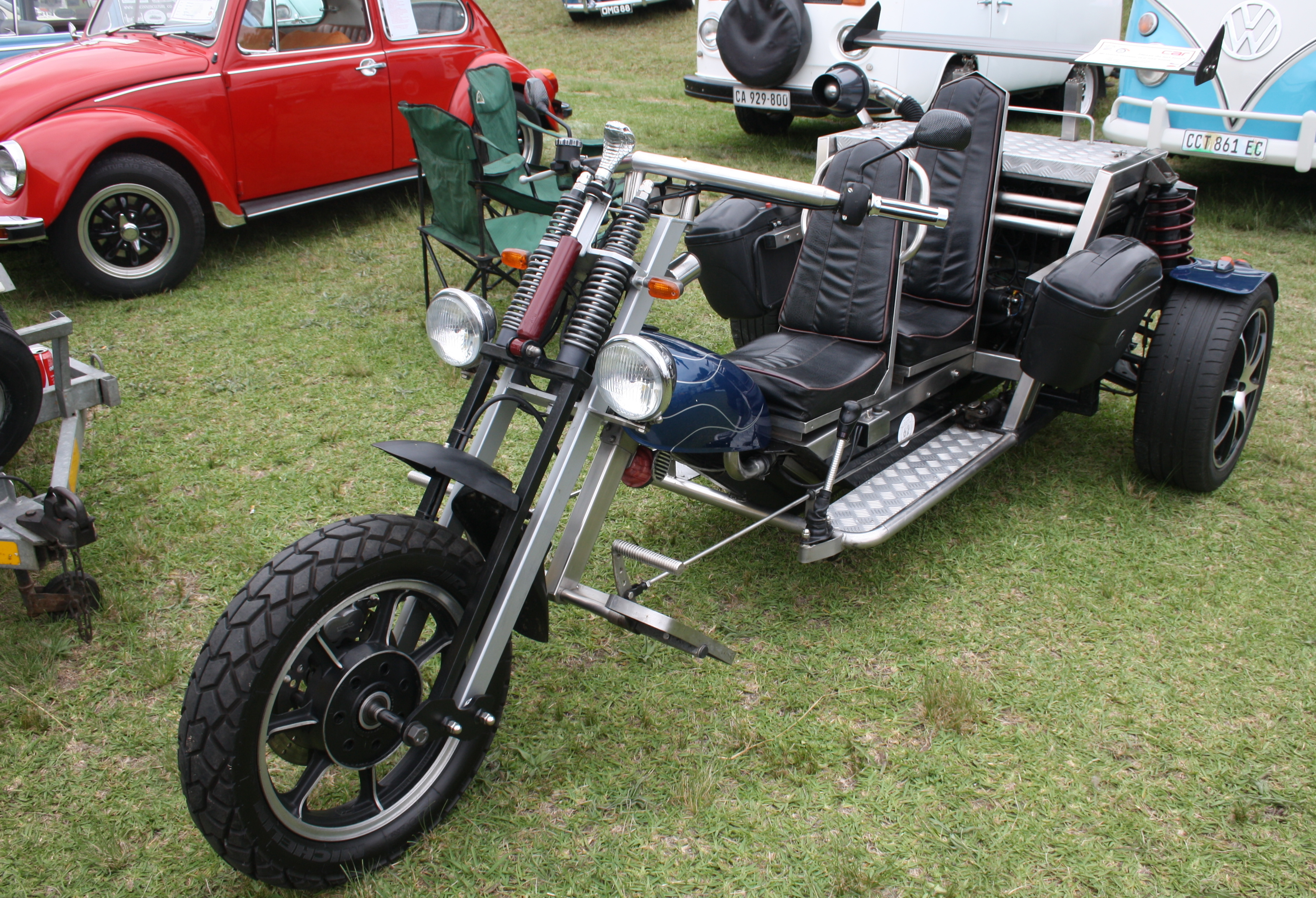
1981 VW tříkolka